# Proutista moesta
Proutista moesta är en insektsart som först beskrevs av John Obadiah Westwood 1851.  Proutista moesta ingår i släktet Proutista och familjen Derbidae. Inga underarter finns listade i Catalogue of Life.